# Rothenbrunnen
Rothenbrunnen (rätoromanisch Giuvaulta) ist eine politische Gemeinde in der Region Viamala des Kantons Graubünden in der Schweiz.
Der deutsche Name stammt von der warmen jodeisenhaltigen Heil- und Mineralquelle. Die Quelle wurde ab 1888 bis in die 1920er-Jahre im Kurhaus für Badekuren genutzt.

## Geographie

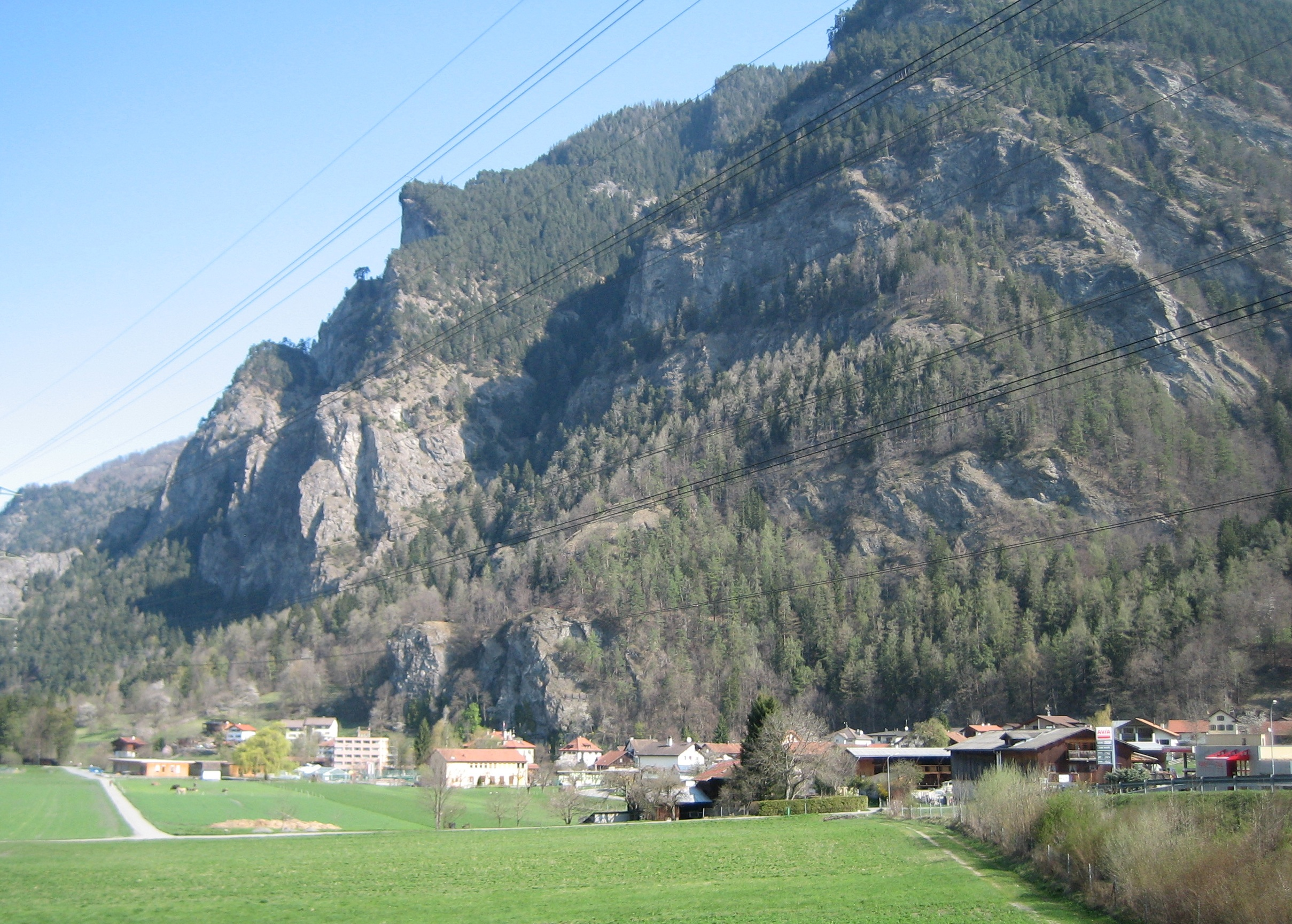
Dorf Rothenbrunnen um 2009

Der Ort ist ein Strassendorf und liegt im Domleschg im Talgrund rechts des Hinterrheins am Westfuss der Stätzerhornkette. Zum Ort gehört das Gebiet mit dem Hof Ravetsch (rätoromanisch Ravetg).
Vom gesamten Gemeindegebiet von 310 ha sind 210 ha von Wald und Gehölz bedeckt. Bloss 36 ha sind landwirtschaftlich nutzbar. Daneben gibt es 35 ha unproduktive Fläche und 29 ha Siedlungsfläche.

## Geschichte

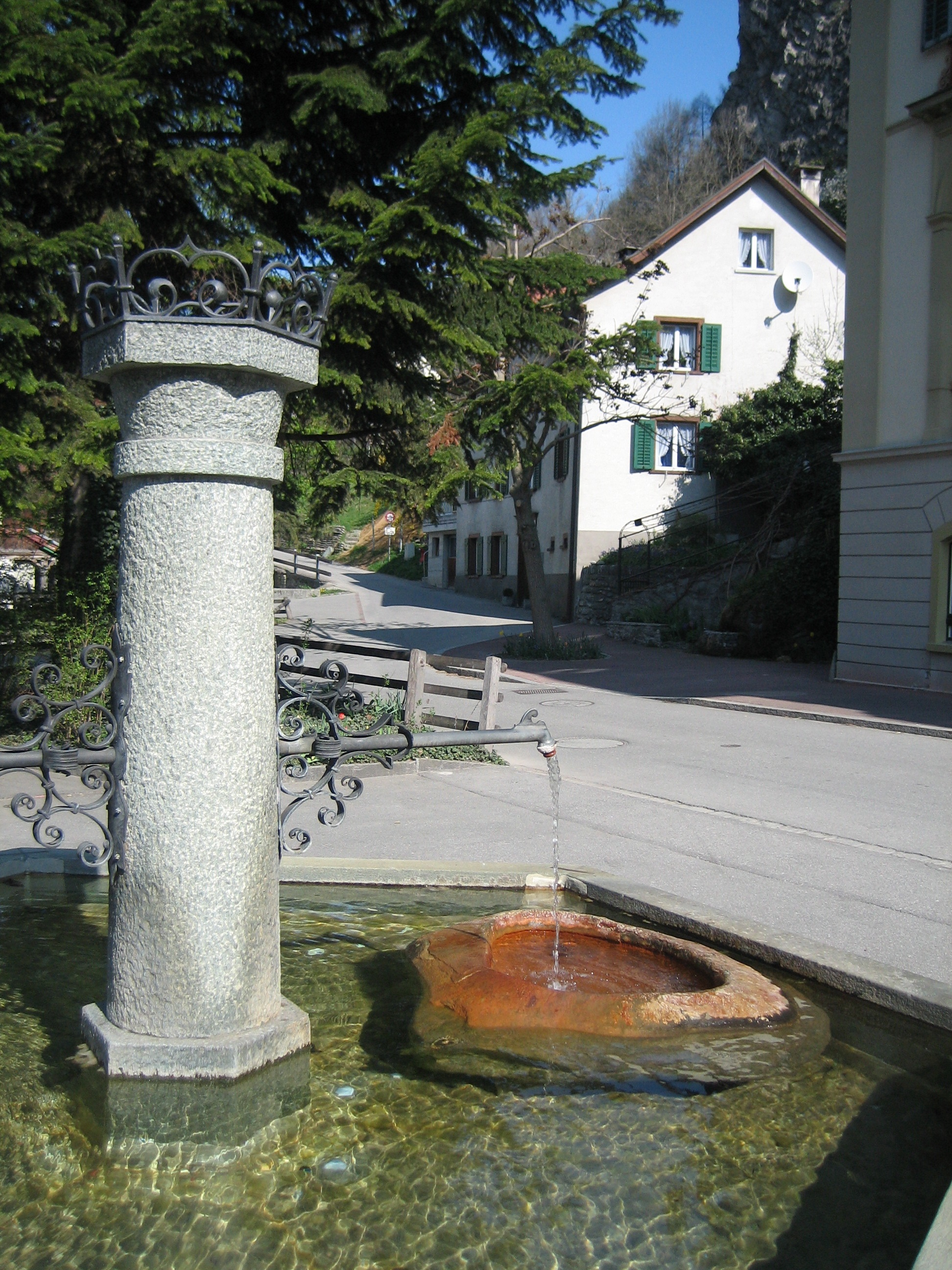
Der namengebende Brunnen

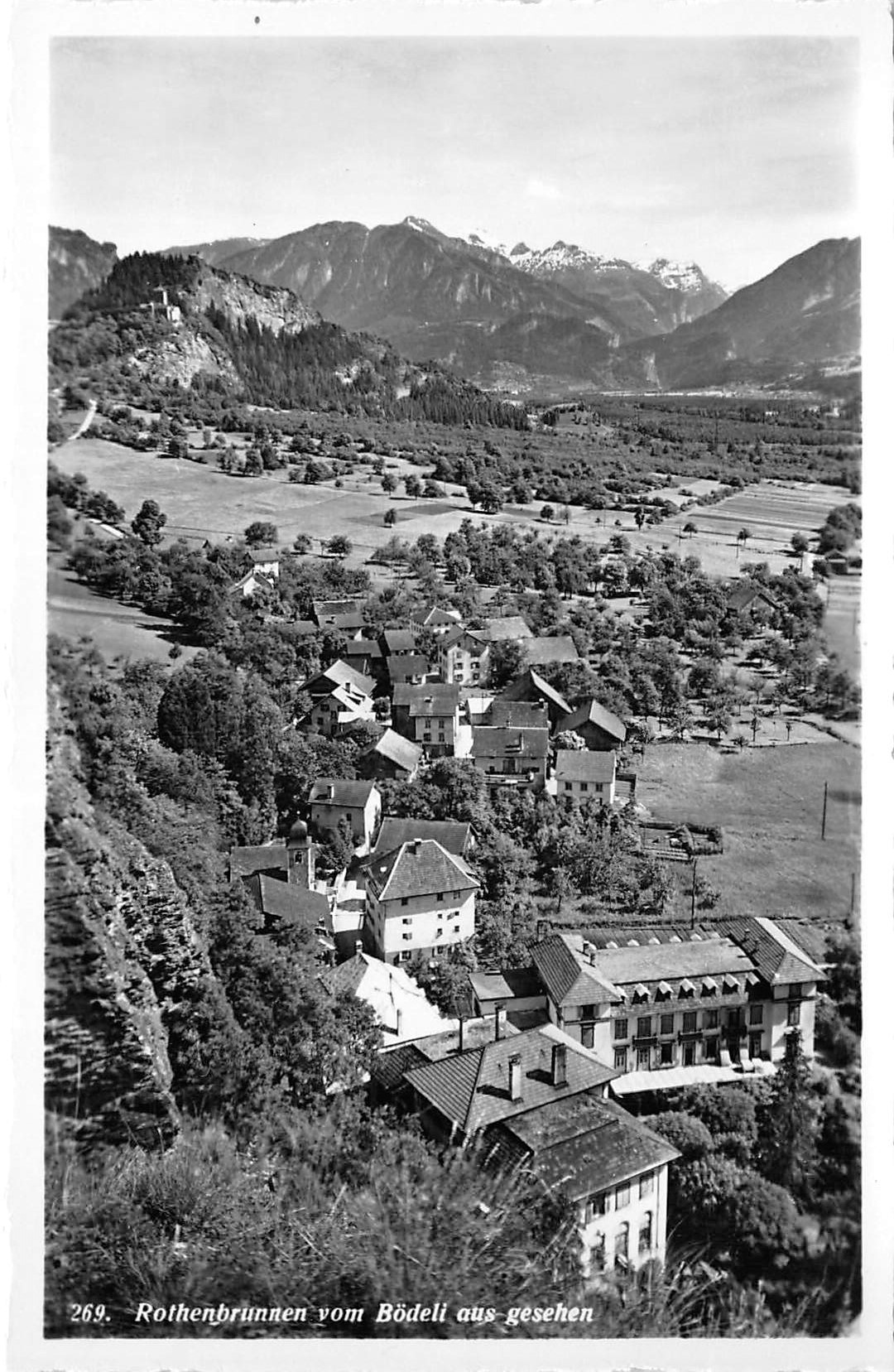
Rothenbrunnen vom Bödeli gesehen, ca. 1940

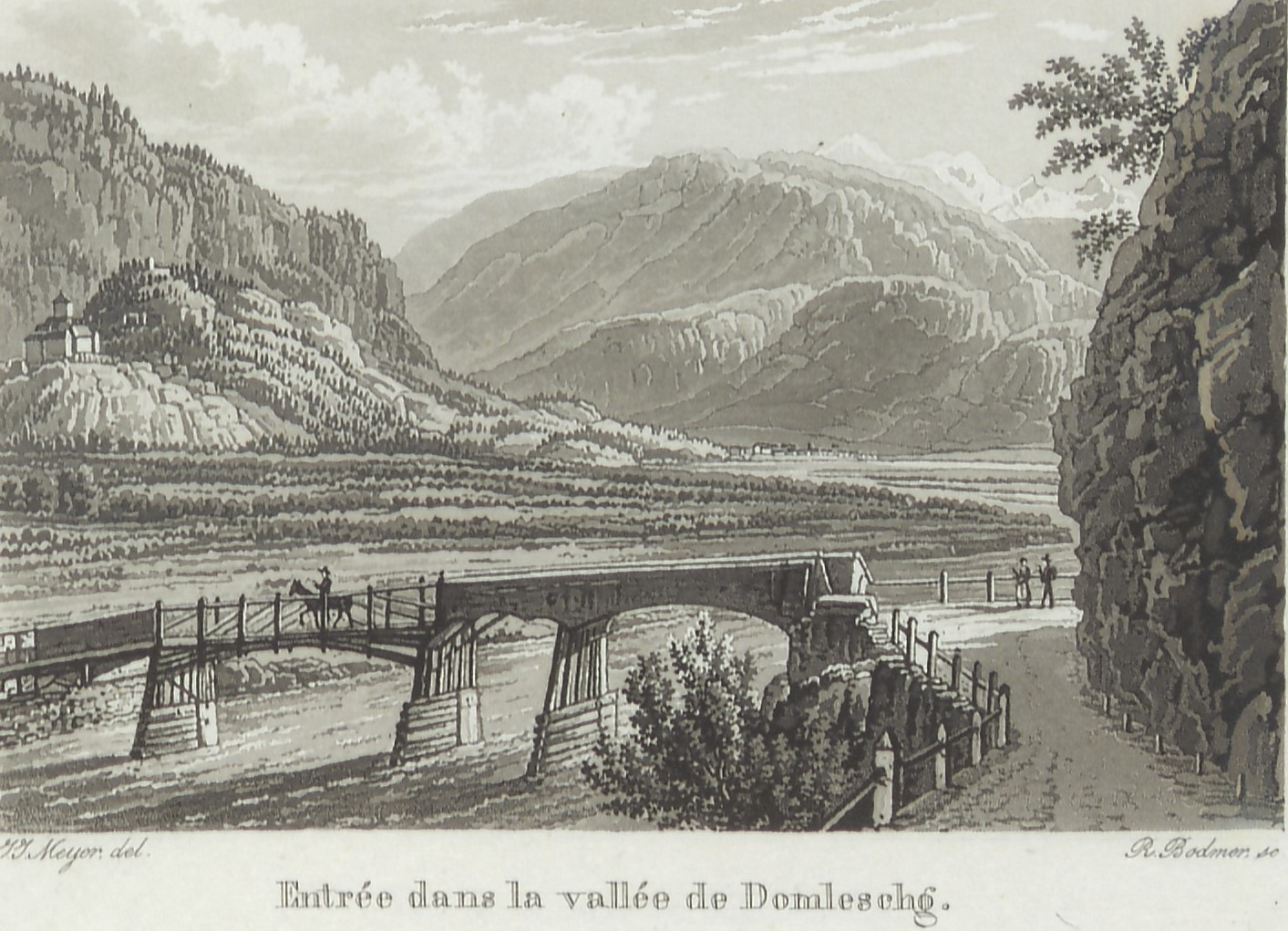
Rothenbrunnen um 1825 mit der Brücke unterhalb Platta mit Schloss Ortenstein links

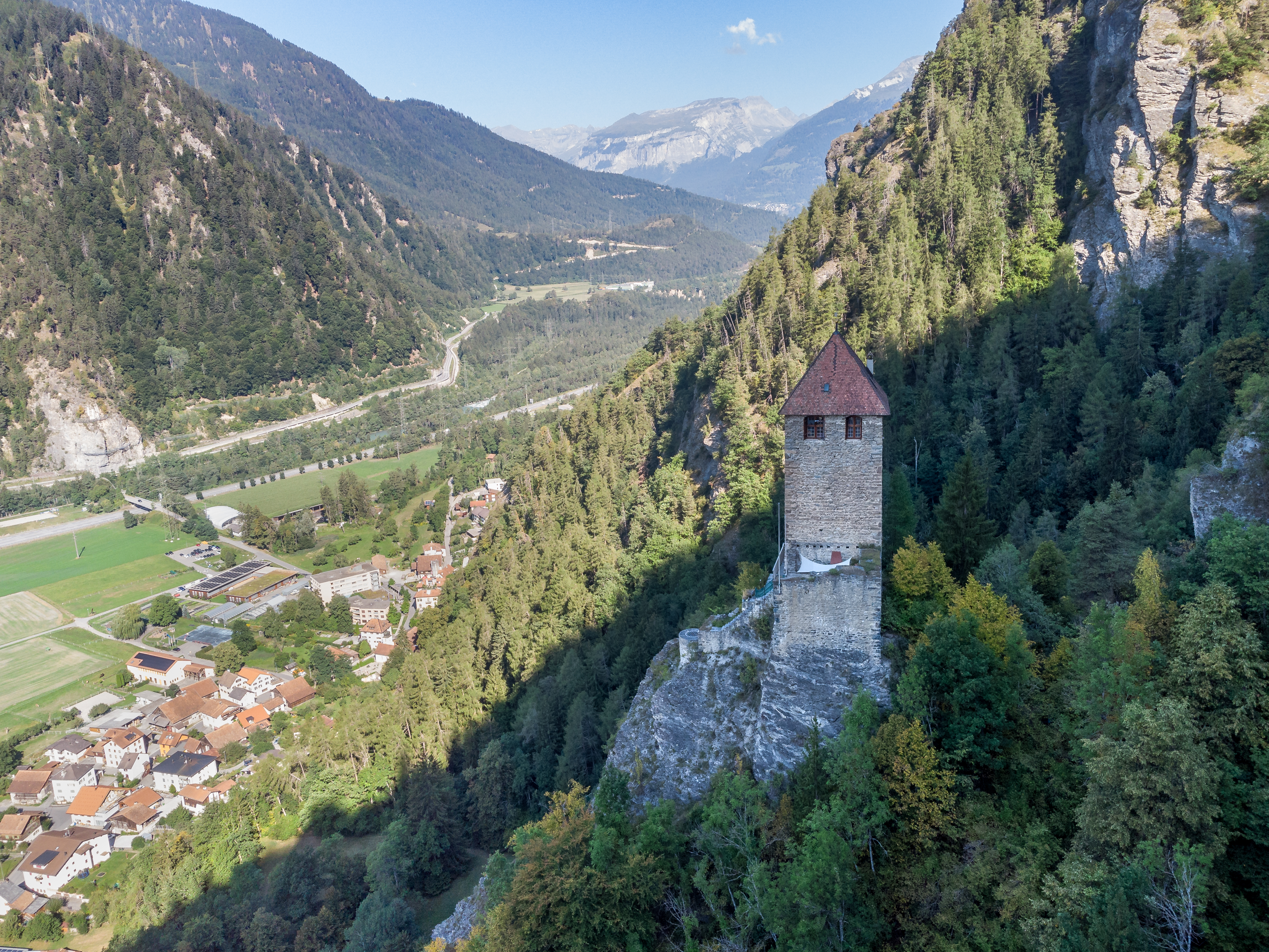
Blick von der Burg Innerjuvalt auf Rothenbrunnen

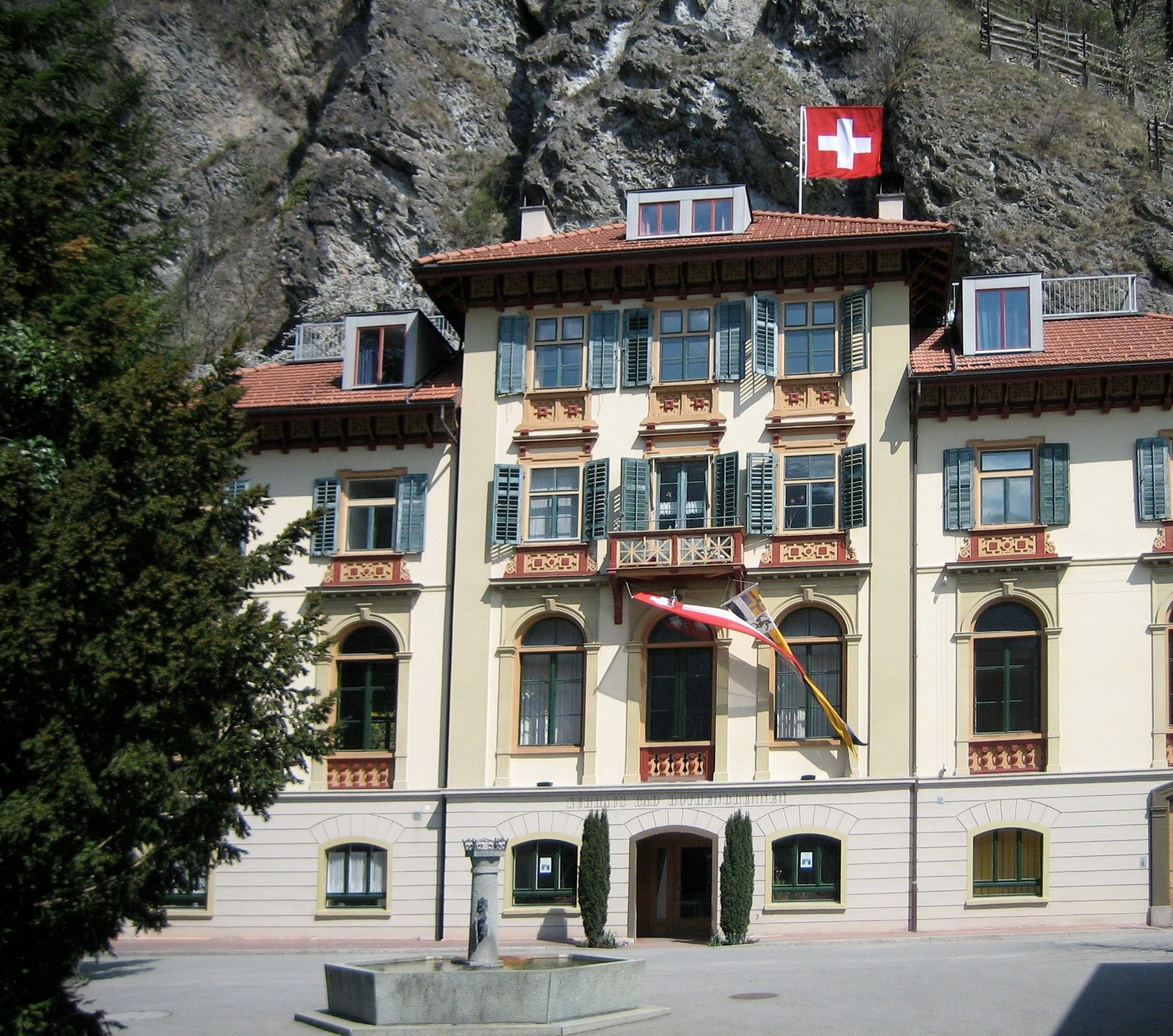
Ehemaliges Kurhaus

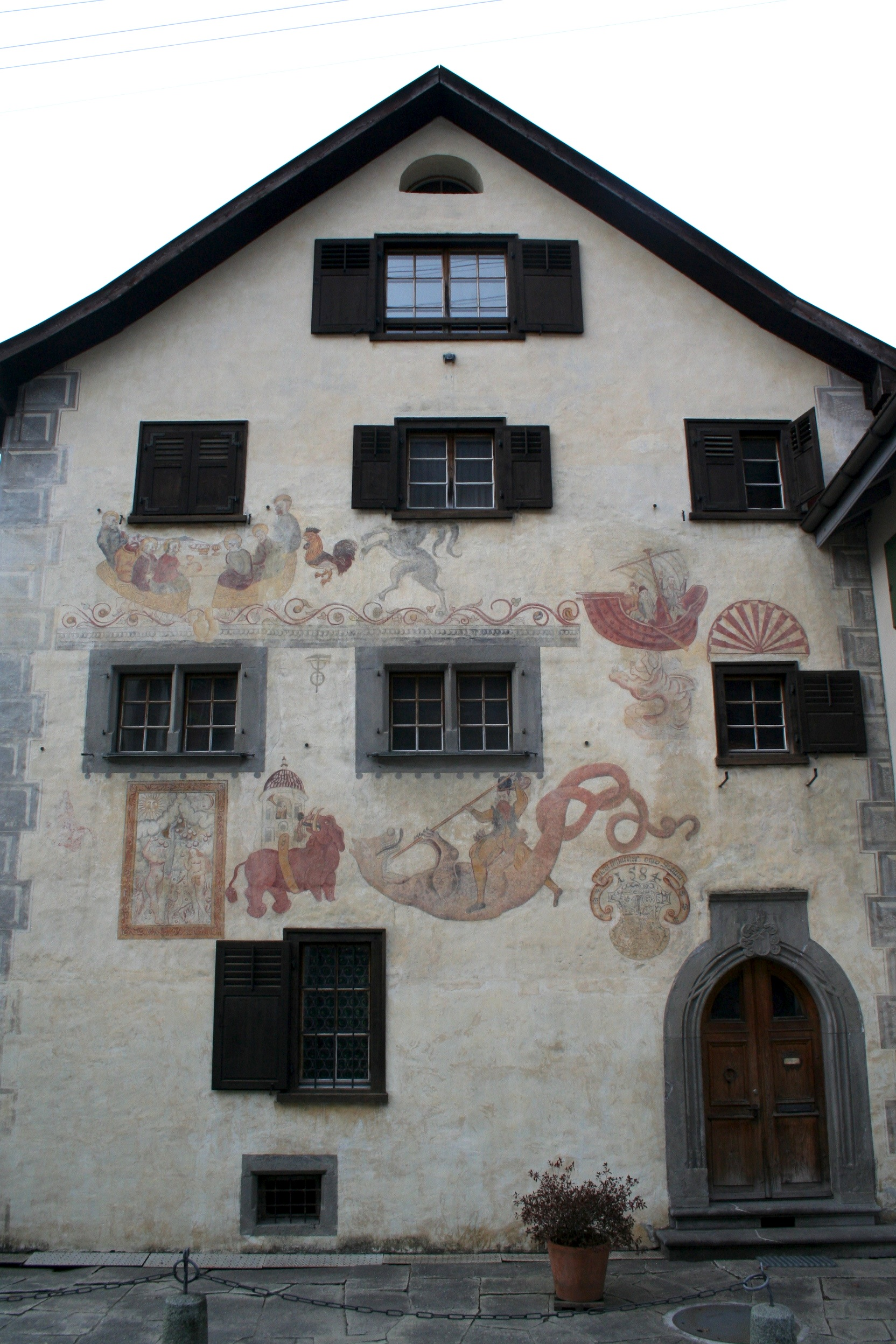
Haus Tscharner in Rothenbrunnen, bemalt von Hans Ardüser

Jungsteinzeitliche und römische Funde weisen ebenso auf eine frühe Transitroute hin wie die im 13. Jahrhundert entstandenen Burgen Hoch- und Innerjuvalt. Rothenbrunnen ist ein historisch bedeutsamer Durchgangsort an der Transitroute auf der Strecke von Reichenau – Domat/Ems – Thusis.Dank der jodhaltigen, alkalischen Eisensäuerlingquelle unweit dieser Wegverbindung und dem milden Klima erlangte das Dorf früh das Ansehen eines Kurbades. 1897 empfahl der Arzt Dr. Christian Tarnuzzer mit einer trefflichen Broschüre die Vorzüge einer dortigen Kur, als man begann Spaziergänge und Bergtouren zusätzlich zu empfehlen. Dazu wurde im Jahre 1915 durch Sappeure die historische Wegverbindung nach Chur längst des Rheins über Vogelsang gangbarer und sicherer gemacht. Das Sonderschulheim Giuvaulta wurde 1935 aufgrund solcher Kurempfehlungen für Kinder mit Atemwegproblemen und Tuberkulose gegründet, später dann erweitert und ist heute ein bedeutender Arbeitgeber.
Rothenbrunnen wurde 1472 und 1546 als «Hof Juvalt» (rätoromanisch «Giuvaulta») und 1572 als «zum roten Brunnen» erwähnt. Rothenbrunnen gehörte zu Tumegl/Tomils und nach der Reformation Ende des 16. Jahrhunderts kirchlich zu Almens. Die reformierte Kirche wurde 1741 gebaut. Um 1848 fand die Trennung von Tumegl/Tomils statt. Rothenbrunnen war bis 1851 eine der Nachbarschaften der Gerichtsgemeinde Ortenstein im Boden.
Das lokale Adelsgeschlecht und damaligen Besitzer des Ortes, die Friien von Juvalt, waren deutschstämmig und haben sich von Juvalt genannt. Juvalta ist der Name romanischer Familien aus Bergün und Zuoz. Die Herren von Juvalt bauten auf dem Gemeindegebiet Rothenbrunnens die Burgen Hochjuvalt samt ihrer Niederburg, welche als Talsperre die Reichstrasse sperren konnte und als Zollstation diente, sowie die Burg Innerjuvalt. Durch Rothenbrunnen verlief seit 1786 eine Variante der sogenannten Italienischen Strasse, ein wichtiger Wegteil zwischen Thusis und Chur auf der historischen Nord-Süd-Achse am rechten Ufer des Hinterrheins, während linksseitig die 1818-1822 durch Richard La Nicca neu erstellte und für Kutschen und Karren fahrbarer gemachte Wegverbindung über Bonaduz und Rhäzüns nach Thusis führte. Die Wegverbindung von Rothenbrunnen nach Domat-Ems am rechten Rheinufer wurde durch polnische Internierte während des Zweiten Weltkrieges weiter ausgebaut (bekannt und vermarktet als Polenweg) und ist heute ein beliebtes Wanderwegstück.
Die erste feste und sichere Rheinbrücke bei Rothenbrunnen war um 1825 gebaut worden. Ab 1836 erfolgte eine Rheinkorrektur aufgrund des Hochwassers zwei Jahre zuvor. 1896 wurde die Station der Rhätischen Bahn gebaut, und von 1896 bis 1897 erneut eine verbesserte Fahrstrasse nach Thusis, genannt im Volksmund als Kantonsstrasse. Infolge des Autobahnbaus von 1983 und des Baus des Isla-Bella-Tunnels führte die Gemeinde eine Melioration durch.
Aus dem Bade- und Kurbetrieb entwickelte sich Rothenbrunnen bis heute zu einem kantonalen Zentrum für die Volksgesundheit und inklusive Betreuung. 1922 wurde bei Rothenbrunnen ein kantonales Altersheim und eine Aussenstation der psychiatrischen Klinik Cazis gebaut, 1935 und 1961 ein Kinder- und Sonderschulheim. 1949 baute man unter Dr. A. Tschupp mit Finanzhilfe der Stadt Zürich das Kinderheim Giuvaulta mit Anbindung eines Ferienlagers in Feldis. 1961 und 1977 wurde das Sonderschulheim mit Wohn- und Werkstätten für Behinderte ergweitert. Das Zentrum für Sonderpädagogik Giuvaulta erhielt letztmals 2012 eine grössere Erweiterung und fördert seither unter dem Motto der Lebenshilfe den Alltag von Behinderten. Die Versorgung von jüngeren psychisch Kranken wurde ab 1974 unter Federführung der Psychiatrischen Dienste Graubünden (PDG gegründet nach der Volksabstimmung zum kantonalen Psychiatrie-Gesetz am 10. Juni 1901) ebenfalls regional ausgebaut mit Tagesstätten und Wohnheimen.
Während des Zweiten Weltkriegs wurde in der Engnis von Rothenbrunnen und im Felskopf der Hochjuvalt die Sperrstelle Rothenbrunnen erstellt. Die Burg und Talsperre Hochjuvalt sowie die Anlagen der Sperrstelle Rothenbrunnen wurden vom Verein Pro Castellis in jahrelanger aufwändiger Arbeit restauriert und sind seither zeitweise zu besichtigen.
Rothenbrunnen besitzt zwei Sehenswürdigkeiten, die einen Besuch lohnen, so das Haus Tscharner (einst Haus Capol), ein spätgotischer Bau von 1546 mit Fresken des malenden Lehrers Hans Ardüser, der hier 1584 seinen bescheidenen Lehrerlohn aufbesserte. Der Bauherr Martin Capol war zu seiner Zeit der Bündner mit der grössten Körperlänge, weshalb Türen und Räume speziell hoch gebaut wurden. Bei der paritätisch genutzt evangelischen Kirche von 1741 sind Grabmäler von Adligen aus früheren Zeiten zu finden. Eine Wegroute führt steil nach Schloss Ortenstein und durchs malerische Domleschg, heute beliebt als Bikerroute nach Thusis.

## Wappen
| Wappen von Rothenbrunnen | Blasonierung: «In Silber (Weiss) unter blauem Schildhaupt belegt mit einem sechsstrahligen goldenen (gelben) Stern, ein roter Brunnen mit blauem Wasser» |
| Wappen von Rothenbrunnen | Der Brunnen als sprechendes Wappenelement und Hinweis auf die örtliche Heilquelle ist ergänzt mit dem Stern aus dem Wappen der Herren von Juvalt. Die schon von Johann Jakob Scheuchzer erwähnte jod- und eisenhaltige Quelle (bis 1922 ein Heilbad) gab der Gemeinde ihren Namen. |

Luftbild aus 1500 m von Walter Mittelholzer von 1925

## Bevölkerung
| Bevölkerungsentwicklung | Bevölkerungsentwicklung | Bevölkerungsentwicklung | Bevölkerungsentwicklung | Bevölkerungsentwicklung | Bevölkerungsentwicklung | Bevölkerungsentwicklung | Bevölkerungsentwicklung | Bevölkerungsentwicklung | Bevölkerungsentwicklung | Bevölkerungsentwicklung | Bevölkerungsentwicklung | Bevölkerungsentwicklung |
| ----------------------- | ----------------------- | ----------------------- | ----------------------- | ----------------------- | ----------------------- | ----------------------- | ----------------------- | ----------------------- | ----------------------- | ----------------------- | ----------------------- | ----------------------- |
| Jahr                    | 1803                    | 1850                    | 1900                    | 1950                    | 1980                    | 1990                    | 2000                    | 2005                    | 2010                    | 2012                    | 2014                    | 2020                    |
| Einwohner               | 64                      | 92                      | 77                      | 247                     | 403                     | 330                     | 422                     | 303                     | 314                     | 310                     | 309                     | 304                     |

### Sprachen
Ursprüngliche Sprache der Gemeindebewohner war Sutselvisch, eine bündnerromanische Mundart. Doch bereits in der zweiten Hälfte des 19. Jahrhunderts setzte ein stetiger Sprachwandel ein. Waren 1880 noch 71 % romanischsprachig, gab es 1900 erstmals eine relative deutschsprachige Mehrheit mit 49 % gegenüber 47 % Romanischsprachigen. Seit 1910 ist das Deutsche mit 63 % der Einwohnerschaft in der Mehrheit. Bis 1941 war der Anteil der Romanischsprachigen auf 18 % gesunken. Dieser Erosionsprozess geht in abgeschwächter Form bis heute weiter. 1803 zählte der Ort 64 Einwohner, 1850 92, 1900 77, 1950 247, und 2000 422.
| Sprachen in Rothenbrunnen | Sprachen in Rothenbrunnen | Sprachen in Rothenbrunnen | Sprachen in Rothenbrunnen | Sprachen in Rothenbrunnen | Sprachen in Rothenbrunnen | Sprachen in Rothenbrunnen |
| ------------------------- | ------------------------- | ------------------------- | ------------------------- | ------------------------- | ------------------------- | ------------------------- |
| Sprachen                  | Volkszählung 1980         | Volkszählung 1980         | Volkszählung 1990         | Volkszählung 1990         | Volkszählung 2000         | Volkszählung 2000         |
| Sprachen                  | Anzahl                    | Anteil                    | Anzahl                    | Anteil                    | Anzahl                    | Anteil                    |
| Deutsch                   | 265                       | 65,76 %                   | 254                       | 76,97 %                   | 351                       | 83,18 %                   |
| Rätoromanisch             | 44                        | 10,92 %                   | 32                        | 9,70 %                    | 32                        | 7,58 %                    |
| Italienisch               | 69                        | 17,12 %                   | 11                        | 3,33 %                    | 7                         | 1,66 %                    |
| Einwohner                 | 403                       | 100 %                     | 330                       | 100 %                     | 422                       | 100 %                     |

Zwar verstehen heute noch 14 % der Bevölkerung Romanisch, doch ist Deutsch einzige Behördensprache.

### Herkunft und Nationalität
Von den Ende 2005 303 Bewohnern waren 266 (= 88 %) Schweizer Staatsangehörige.

## Wirtschaft und Infrastruktur
In Rothenbrunnen steht ein Kraftwerk des Elektrizitätswerks der Stadt Zürich (EWZ), welches die unterste Stufe der EWZ Kraftwerke Mittelbünden bildet. Genutzt wird das Wasser der Albula, welche eigentlich einige Kilometer rheinaufwärts bei Sils im Domleschg in den Rhein mündet.
Ein zweites Kraftwerk gehört den Kraftwerken Zervreila (KWZ) und nutzt das Wasser aus dem Zervreilasee, dem Valser Tal und dem Safiental, von wo aus die Druckleitung durch den Heinzenberg zur Kraftwerkszentrale im Domleschg führt. Sowohl Kraftwerk als auch Schaltanlage liegen links des Hinterrheins.
Unmittelbar nördlich der Schaltanlage der KWZ liegt die Bahnstation Rothenbrunnen der Rhätischen Bahn (RhB) welche sich auf dem Gemeindegebiet von Cazis befindet. Von dort aus bedient eine Buslinie von Postauto Graubünden die Ortschaft Rothenbrunnen und die weiteren rheinaufwärts im Domleschg liegenden Ortschaften bis zum RhB-Bahnhof Thusis.
Auf Gemeindegebiet befindet sich auch die bedeutende kantonale Fischzuchtanstalt des Amtes für Jagd und Fischerei.
Seit 1983 verläuft die Autostrasse A13 am Dorf vorbei; auf Gemeindegebiet besteht eine gleichnamige Anschlussstelle.
In Rothenbrunnen am Bahnhof nimmt der Burgenweg Domleschg seinen Ausgang.

## Persönlichkeiten
- Hans Christoffel (1865–1962), Söldner und niederländischer Offizier

## Sehenswürdigkeiten

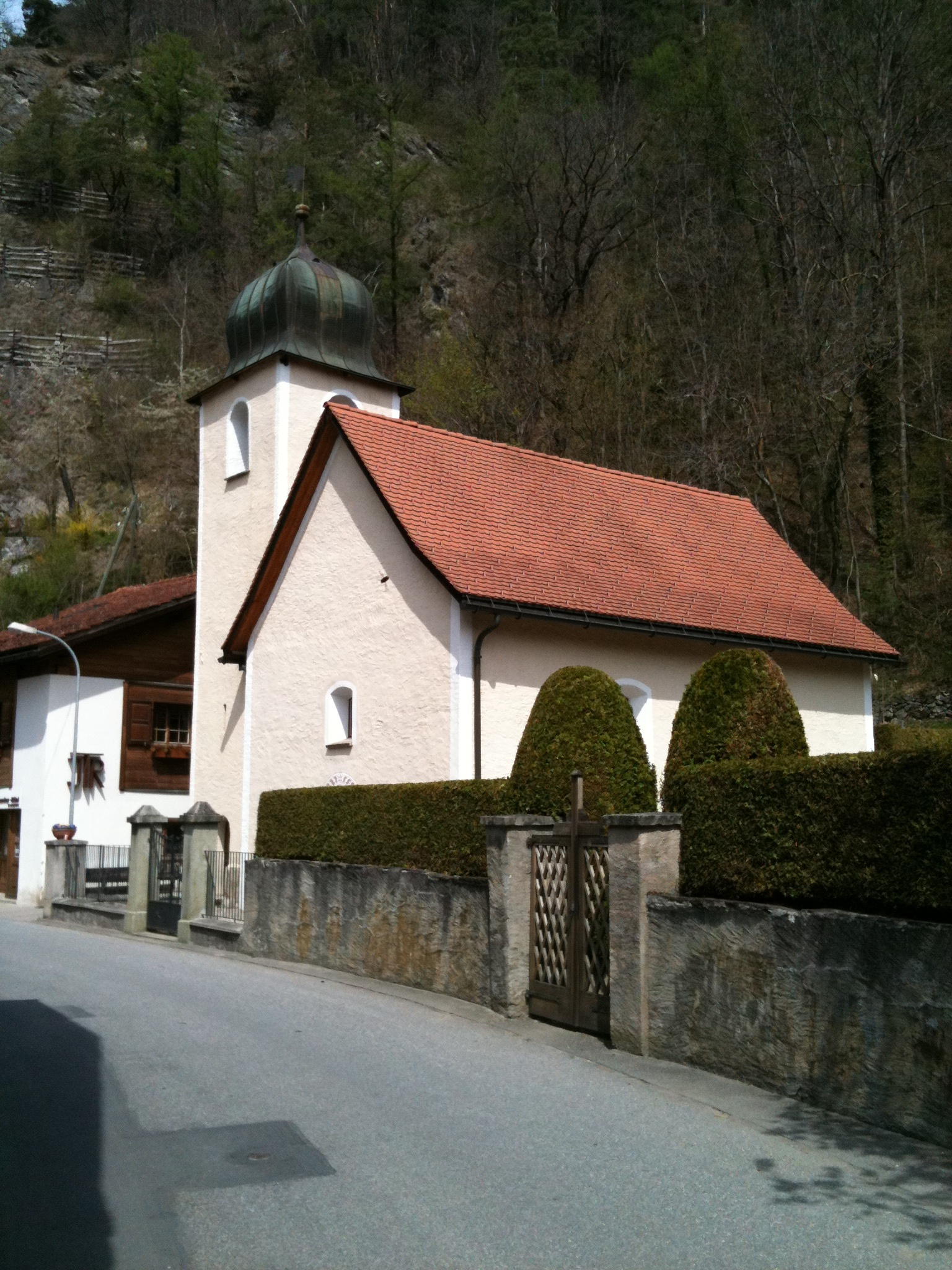
Reformierte Kirche

- Burg Innerjuvalt
- Burg Hochjuvalt
- Reformierte Kirche Rothenbrunnen
- Kurhaus Rothenbrunnen[6]